# Coulanges-lès-Nevers
Coulanges-lès-Nevers este o comună în departamentul Nièvre din centrul Franței. În 2009 avea o populație de 3.524 de locuitori.

## Evoluția populației
| An        | 1975  | 1982  | 1990  | 1999  | 2006  | 2009  |
| --------- | ----- | ----- | ----- | ----- | ----- | ----- |
| Populație | 3.116 | 3.788 | 3.544 | 3.502 | 3.528 | 3.524 |